# Yoo Nam-Kyu

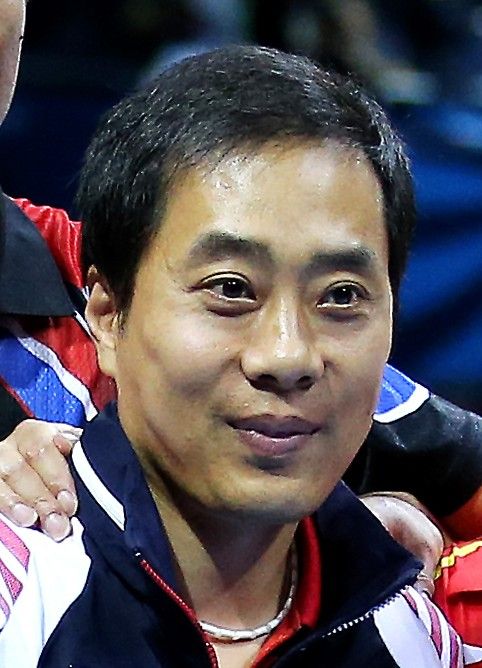
Yoo Nam-Kyu

Yoo Nam-Kyu (del coreano: 유남규) (4 de junio de 1968) es un jugador surcoreanno de tenis de mesa ya retirado, ganador de cuatro medallas olímpicas.